# Douglas TB2D Skypirate
Douglas XTB2D-1 Skypirate byl americký jednomotorový třímístný palubní torpédový bombardér vyvíjený společností Douglas sídlící v El Segundo. Znám byl též jako Devastator II, což odkazovalo na starší torpédový bombardér společnosti Douglas TBD Devastator. Určen byl pro službu na letadlových lodích US Navy tříd Essex a Midway, ale pro službu na starších letadlových lodích byl příliš velký. Celkem byly postaveny dva prototypy. Letoun se nedostal do sériové výroby.

## Vývoj

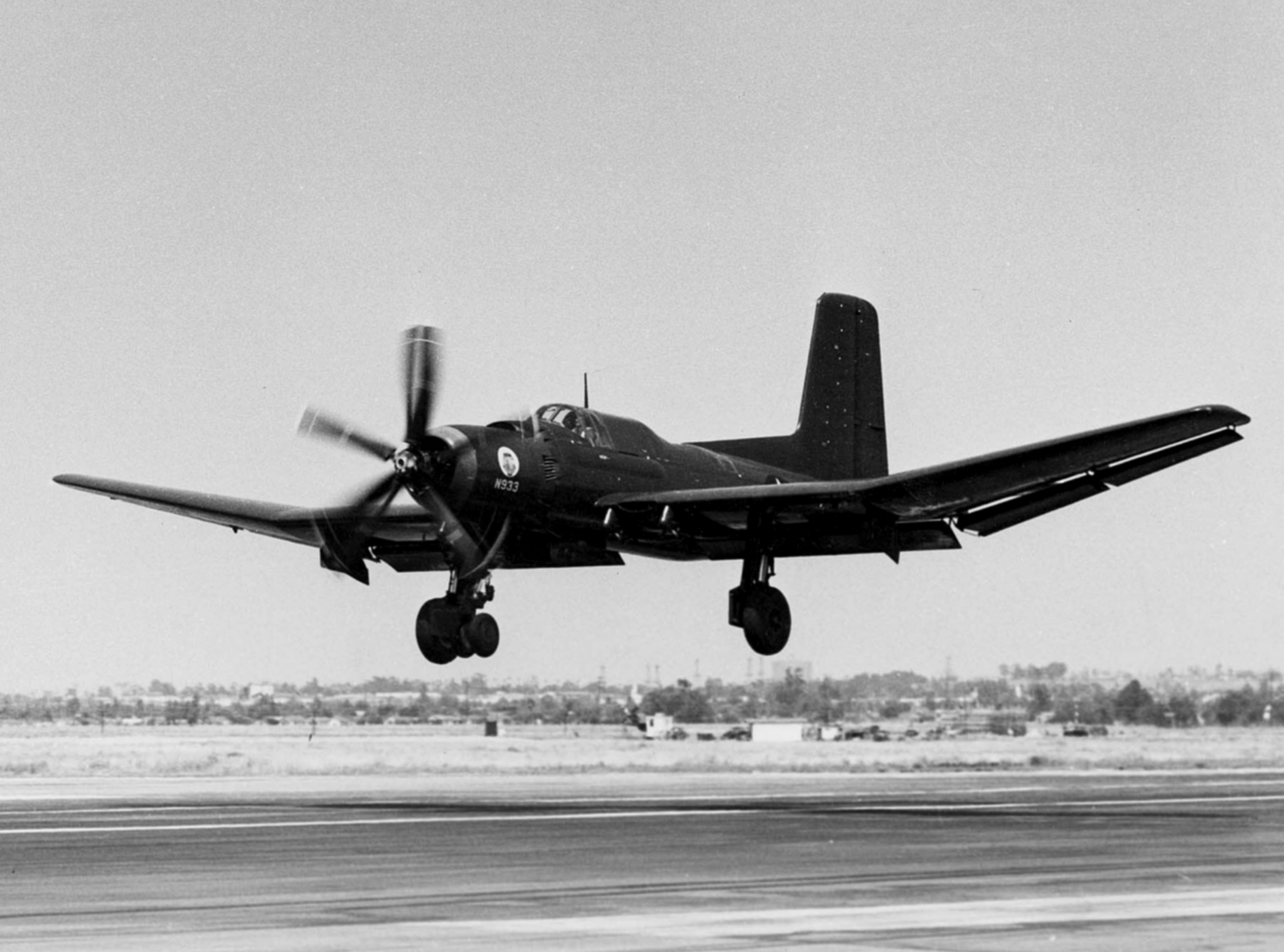
XTB2D-1 (BuNo 36933)

Vývoj nového letounu XTB2D-1 byl zahájen na základě kontraktu US Navy z 9. února 1942. V listopadu Douglas obdržel povolení ke stavbě technologické makety a v říjnu 1943 oficiální zakázku na stavbu dvou prototypů. První let prototypu (sériové číslo 36933) se uskutečnil 18. března 1945. Později byl zalétán ještě druhý prototyp (sériové číslo 36934).
Typ se nedostal do sériové výroby. Vzhledem ke skončení druhé světové války a zpoždění ve stavbě nových etadlových lodí již nebyl potřebný. Specializovaný torpédový bombardér byl navíc považován za překonaný koncept a přednost dostávaly víceúčelové konstrukce. Po zrušení projektu byly oba prototypy sešrotovány.

## Popis

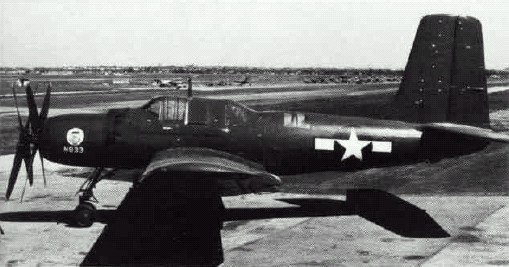
XTB2D-1

Za pohon Skypirate byl zvolen čtyřhvězdicový osmadvacetiválec Pratt & Whitney XR-4360-8 Wasp Major o výkonu 2237 kW s protiběžnými čtyřlistými vrtulemi Hamilton Standard. Díky silnému pancéřování ocelovými pláty o celkové hmotnosti 240 kg vyšel těžší než střední bombardér North American B-25 Mitchell prvních variant. Obdélníková střední část křídla, které bylo řešeno jako sklopné, byla vybavena dvoudílnými stěrbinovými vztlakovými klapkami. Ocasní plochy byly odvozeny od letounu Douglas A-26 Invader. Příďový zatahovací podvozek doplňoval pod zádí trupu sklopný záchytný brzdicí hák.
Na čtyři závěsníky Mk.51 Mod 7 pod křídlem mohla být podvěšena torpéda o hmotnosti 8400 liber (3810 kg), nebo odpovídající množství pum, pouzdra s kulomety nebo přídavné nádrže. Další výzbroj se měla skládat ze dvou kulometů M2 Browning ráže 12,7 mm v každé polovině křídla. Za kabinou pilota se v nástavbě počítalo se střeleckou věží Firestone 250CH-3 s další dvojicí kulometů M2 ráže 12,7 mm pro obranu a ve spodní plánované vaně se stanovištěm bombometčíka, obsluhujícího další kulomet téhož typu a ráže.

## Specifikace

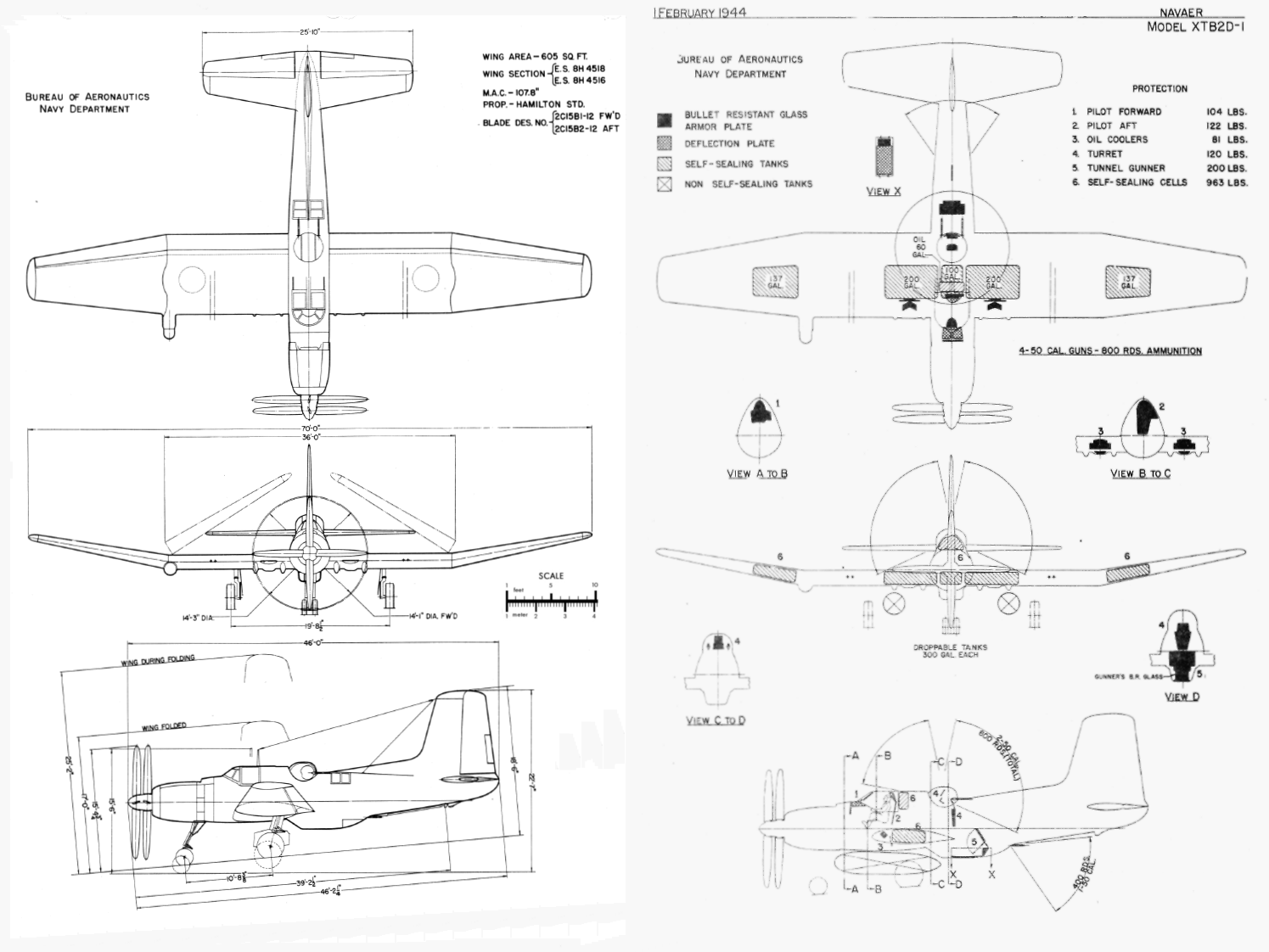
Třípohledový nákres

Údaje dle

### Hlavní technické údaje
- Rozpětí: 21,34 m
- Rozpětí se složeným křídlem: 11,13 m
- Délka: 14,02 m
- Výška: 6,88 m
- Nosná plocha: 56,21 m²
- Hmotnost prázdného letounu: 8350 kg
- Vzletová hmotnost: 12 950 kg
- Maximální vzletová hmotnost: 15 770 kg
- Pohonná jednotka: 1 × vzduchem chlazený čtyřhvězdicový 28válec Pratt & Whitney R-4360 Wasp Major
- Výkon pohonné jednotky: 2237 kW (3040 k)

### Výkony
- Maximální rychlost u hladiny moře: 498 km/h
- Maximální rychlost ve výšce 4760 m: 546 km/h
- Maximální rychlost s torpédy: 506 km/h
- Přistávací rychlost: 121 km/h
- Počáteční stoupavost: 9,30 m/s
- Dolet s dvěma torpédy: 2015 km
- Maximální dolet: 4635 km
- Dostup: 8500 m

### Výzbroj (plánovaná)
- 4 × kulomet Browning M2 ráže 12,7 mm v křídle
- 2 × kulomet Browning M2 ráže 12,7 mm ve hřbetní otočné věži
- 1 × kulomet Browning M2 ve střelišti na spodku trupu
- 2 × letecké torpédo nebo jiná podvěšená výzbroj do celkové hmotnosti 3810 kg[2]